# 中缅经济走廊

中缅经济走廊将为中国在印度洋开辟出口

中缅经济走廊（英語：China-Myanmar Economic Corridor，缩写CMEC）是由中华人民共和国和缅甸两国一系列互联互通基础设施项目所组成的“一带一路”倡议下的经济走廊。

## 交通运输
该基础设施发展计划预计建设从中国云南省经木姐和曼德勒到若开邦港口城市皎漂的公路和铁路运输。该运输路线沿线铺设了2013年和2017年建成的天然气和石油管道。路线终点皎漂计划建设一座港口和经济特区。沿线最大的建设项目是全长431-（268-英里）的木姐-曼德勒铁路，预计耗资90亿美元。这条新建的铁路将在云南省瑞丽市与中国铁路网连接。

## 核心区域
该走廊的重要组成部分将是两国边境的三个核心区域。核心区域将设置免税优惠的商业区、酒店区、制造业区和金融服务区。根据缅甸商务部2019年的一项政策规划，核心区域的选址将分别位于掸邦北部的木姐市和清水河镇以及克钦邦的甘拜地。